# Suites franceses

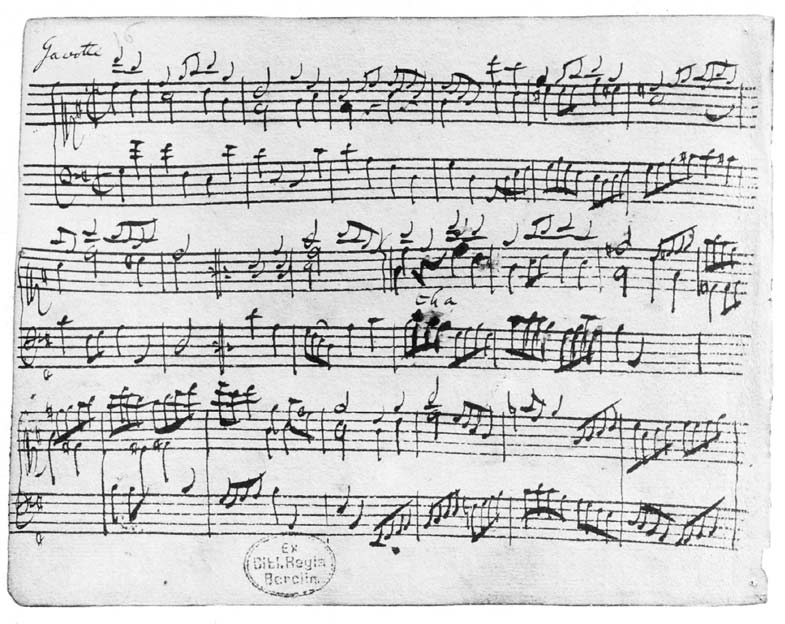
Manuscrit de la gavota de la suite número 5

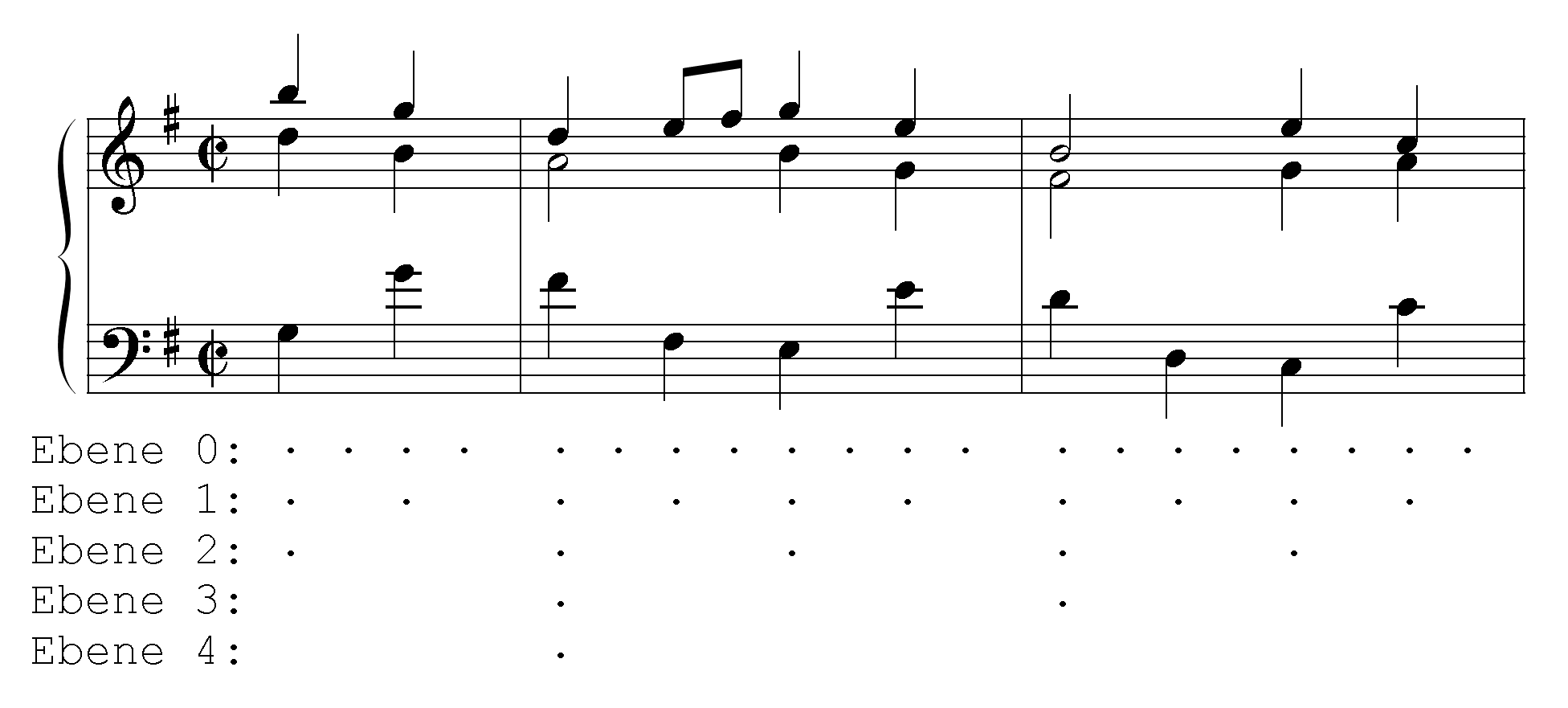
Inici de la gavota de la suite número 5

Les Suites franceses és el nom amb què es coneixen sis suites, amb el número de catàleg BWV que van del número 812 al 817, que Johann Sebastian Bach va compondre per al teclat (clavecí o clavicordi) entre els anys de 1722 i 1725. Són les següents:
- Suite núm. 1 en re menor, BWV 812
- Suite núm. 2 en do menor, BWV 813
- Suite núm. 3 en si menor, BWV 814
- Suite núm. 4 en mi bemoll major, BWV 815
- Suite núm. 5 en sol major, BWV 816
- Suite núm. 6 en mi major, BWV 817

El nom de franceses és un afegit posterior i el primer ús del terme data del 1762 possiblement per contrastar-les amb les denominades Suites angleses, títol també afegit a posteriori. El nom va ser popularitzat pel biògraf de Bach, Johann Nikolaus Forkel, que va escriure la biografia de Bach el 1802. Amb relació a aquestes suites, Forkel afirma: "Normalment se les anomena Suites franceses perquè estan escrites en l'estil francès." Aquesta afirmació, de totes maneres, és inexacta, ja que, com les altres suites de Bach, segueixen el model italià.
No hi ha cap manuscrit "definitiu" d'aquestes suites que ens hagi arribat, que ens serveixi de principal referent, i en els que han sobreviscut l'ornamentació varia segons els manuscrits.
En alguns manuscrits, apareixen dues suites addicionals, una en la menor (BWV 818), l'altra en mi bemoll major (BWV 819), que estan relacionades amb les sis suites. L'Obertura a l'estil francès, BWV 831, que Bach publicà com la segona part del Clavier-Übung, és una suite en l'estil francès però no connectada amb les suites franceses.

## Suite núm. 1 en re menor
1. Allemande
2. Courante
3. Sarabande
4. Menuet I
5. Menuet II
6. Gigue

Encara que les Suites 1-4 es daten típicament l'any 1722, és possible que aquesta suite fos escrita una mica abans

## Suite núm. 2 en do menor
1. Allemande
2. Courante
3. Sarabande
4. Air
5. Menuet
6. Menuet - Trio (BWV 813a)
7. Gigue

## Suite núm. 3 en si menor
1. Allemande
2. Courante
3. Sarabande
4. Menuet
5. Trio
6. Anglaise[5][1]
7. Gigue

## Suite núm. 4 en mi bemoll major
1. Prelude (BWV 815a)
2. Allemande
3. Courante
4. Sarabande
5. Gavotte
6. Air
7. Gavotte I
8. Gavotte II (BWV 815a)
9. Menuet (BWV 815a)

## Suite núm. 5 en sol major
1. Allemande
2. Courante
3. Sarabande
4. Gavotte
5. Bourrée
6. Loure
7. Gigue

Els primers compassos d'aquesta suite van ser escrits el 1722, però no van ser completats fins al 1723.

## Suite núm. 6 en mi major
1. Allemande
2. Courante
3. Sarabande
4. Gavotte
5. Polonaise
6. Bourrée
7. Menuet
8. Gigue